# Молокио
Молокио (итал. Molochio) је насеље у Италији у округу Ређо ди Калабрија, региону Калабрија.
Према процени из 2011. у насељу је живело 2643 становника. Насеље се налази на надморској висини од 341 м.

## Становништво
Према резултатима пописа становништва 2011. у општини је живело 2.643 становника.
| 1951. | 1961. | 1971. | 1981. | 1991. | 2001. | 2011. |
| ----- | ----- | ----- | ----- | ----- | ----- | ----- |
| 4.393 | 4.003 | 3.342 | 3.201 | 3.078 | 2.803 | 2.643 |